# الزيلة (بني سعد)

تعديل مصدري - تعديل

الزيلة هي إحدى قرى عزلة الشويع بمديرية بني سعد التابعة لمحافظة المحويت، بلغ تعداد سكانها 84 نسمة حسب تعداد اليمن لعام 2004.